# Sukanya Srisurat
Sukanya Srisurat (thail. สุกัญญา ศรีสุราช; 3 maggio 1995) è una sollevatrice thailandese, vincitrice della medaglia d'oro olimpica nella categoria 58 kg ai Giochi di Rio de Janeiro 2016.

## Carriera
Nel 2014 è stata sanzionata per aver utilizzato il Metandrostenolone, uno steroide anabolizzante.
Nel gennaio 2019 è stata nuovamente squalificata per quattro anni per uso di doping.

## Palmarès
- Giochi olimpici

Rio de Janeiro 2016: oro nei 58 kg.
- Mondiali

Almaty 2014: bronzo nei 58 kg.
Anaheim 2017: argento nei 58 kg.
Aşgabat 2018: oro nei 55 kg.
- Campionati asiatici

Phuket 2015: argento nei 58 kg.
- Universiadi

Taipei 2017: argento nei 58 kg.